# ジョフロワ5世 (アンジュー伯)
ジョフロワ5世（Geoffroy V, 数え方によっては4世、1113年8月24日 - 1151年9月7日）は、中世フランス王国の貴族である。アンジュー伯（在位：1129年 - 1151年）、メーヌ伯（在位：1126年 - 1151年）、モルタン伯（在位：1141年 - 1151年）、ノルマンディー公（在位：1144年 - 1150年）。父はアンジュー伯フルク5世（エルサレム王フルク・ダンジュー）、母はメーヌ女伯エランブルジュ。イングランド王兼アンジュー伯兼ノルマンディー公ヘンリー2世の父。

## 生涯
1128年、イングランド王ヘンリー1世の後継者とされた娘マティルダと結婚し、この際に金獅子の盾紋を義父から下賜される。翌1129年、父からアンジュー伯領を譲られた。この後父はエルサレムへと向かい、エルサレム王ボードゥアン2世の娘メリザンドと再婚し、1131年のボードゥアン2世の死後、メリザンドと共にエルサレム王位についた。 
先立つ1119年には父とヘンリー1世の間でジョフロワ5世の姉マティルドとウィリアム・アデリン（マティルダの弟）の結婚が決められたが、翌1120年のホワイトシップの遭難でウィリアムが事故死したため、新たな政略結婚を探していた。先の夫妻の姉弟であるジョフロワ5世とマティルダがそうして選ばれ、1133年に長男アンリ（後のヘンリー2世）が生まれるが、ジョフロワ5世夫妻はノルマンディーとアンジュー境界領域の城の支配権をヘンリー1世に要求して対立、ノルマンディー・イングランドが宿敵アンジュー家（ガティネ家）に乗っ取られる恐れからイングランド貴族からも反感を抱かれた。
1135年にヘンリー1世が死ぬと、マティルダの従兄であるブローニュ伯エティエンヌ・ド・ブロワがロンドンに入ってイングランドを掌握し、イングランド王スティーブンとなった。イングランドで初めての女王に対する抵抗感とノルマンディー公の代々の宿敵であるアンジュー伯に対する警戒心から、イングランド及びノルマンディーの諸侯はスティーブンの即位を支持した。
このため、当初は様子をうかがっていたが、やがてスティーブンの失政が明確になると、マティルダは王位を主張し、異母兄のグロスター伯ロバートら反対派諸侯の支持を得て、1139年にイングランドに上陸した。一方、ジョフロワ5世は1141年からノルマンディー攻略に専念し、1144年に平定を果たしてノルマンディー諸侯に忠誠を誓わせ、フランス王ルイ7世からもノルマンディー公位を認められた。
1150年にノルマンディー公位をアンリへ譲ったが、ルイ7世のポワティエ代官ジロー・ベルレと紛争を起こし捕らえたことで王と対立したばかりか、クレルヴォーのベルナルドゥスから破門宣告され、1度はルイ7世の側近シュジェールの仲介で戦闘は起こらなかったが、1151年1月にシュジェールが死去すると対立が再燃、8月にパリ（シテ島）のシテ宮殿にアンリと共に現れた。そこでベルナルドゥスから提案されたベルレ釈放と引き換えにした破門解除を拒否・退去したが、同月末に態度を一変してベルレを釈放、アンリをルイ7世に臣従させてノルマンディー公位を保障してもらい、破門解除され係争地ヴェクサンも明け渡した。ジョフロワ5世の豹変はルイ7世と不仲だった王妃アリエノール・ダキテーヌをアンリと再婚させる目論見があったからとされ、一連の譲歩も再婚に先立ち王家との紛争解消を企てていたからと言われている。
9月、ル・マンへ行く途中にシャトー＝デュ＝ロアールで水浴して熱病にかかり、まもなく死亡した。遺体はアンリによりル・マン大聖堂へ運ばれ埋葬された。遺言としてノルマンディーとイングランドはアンリに、アンジューは次男ジョフロワが相続すると決め、イングランド継承前はシノン・ルーダン・ミルボー以外のアンジューをアンリが受け継ぐことも付け加えた。しかしアンリは約束を破って弟から相続権を奪い自分がアンジューを全て継承、怒ったジョフロワは1152年にルイ7世に呼応して挙兵したが、アンリに撃破され降伏、相続権を放棄してルーダンだけ領有することになった。1154年にアンリはスティーブン亡き後のイングランドも継承、イングランド王ヘンリー2世に即位してプランタジネット朝が開かれた。
ジョフロワ5世は「美男公」と呼ばれるほどハンサムで陽気だったという評がある一方、冷酷で身勝手な性格だったとも言われている。妻のマティルダは彼より10歳以上年上だった上、イングランド王女で神聖ローマ皇帝ハインリヒ5世の皇后だったため非常に気位が高く、当初の夫婦仲は険悪であったが、後に3人の男児をもうけている。また教養高い一面も見られ、アンジェの宮廷で学者たちを招いて論争することを楽しみにしていた一方、将来のイングランド支配に向けたプロパガンダも考え、側近ジェフリー・オブ・モンマスに書かせた『ブリタニア列王史』（アーサー王物語の原型）を通じてヨーロッパ大陸のノルマン人とブリテン島の住民ブリトン人を結び付けようとしていた。
紋章にも関わりがあり、舅ヘンリー1世から授かった金獅子の盾紋はヘンリー2世ではなく、彼の庶子でジョフロワ5世の孫に当たるソールズベリー伯爵ウィリアム・ロングスピー（1176年頃 - 1226年）に受け継がれた。ソールズベリー大聖堂にあるロングスピーの墓像にも金獅子の盾紋が確認され、彼はイギリス最初の紋章使用者として歴史に名を残している。

## 子女
マティルダとの間に以下の3子をもうけた。
1. アンリ（1133年 - 1189年） - イングランド王、ノルマンディー公、アキテーヌ公、アンジュー伯
2. ジョフロワ（1134年 - 1158年） - アンジュー伯、メーヌ伯、ナント伯
3. ギヨーム（1136年 - 1164年） - ポワチエ伯

また、以下の庶子がいる。
- アムラン（ハメリン） - サリー女伯イザベル・ド・ワーレンと結婚、サリー伯となる。